# Papa Malick Ba
Papa Malick Ba (*Pikine, Senegal, 11 de noviembre de 1980), futbolista senegalés. Juega de volante y su actualmente está sin club.

## Clubes
| Club               | País    | Año         |
| ------------------ | ------- | ----------- |
| CS Sfaxien         | Túnez   | 1997 - 2005 |
| FC Basel           | Suiza   | 2005 - 2008 |
| Dinamo de Bucarest | Rumania | 2009        |
| FC Nantes          | Francia | 2009 - 2012 |

### Selección nacional
Ha sido internacional con la Selección de fútbol de Senegal, ha jugado 11 partidos internacionales.

## Palmarés

### Campeonatos nacionales
| Título                               | Club       | País  | Año  |
| ------------------------------------ | ---------- | ----- | ---- |
| Championnat de Ligue Profesionelle 1 | CS Sfaxien | Túnez | 2005 |
| Superliga de Suiza                   | FC Basel   | Suiza | 2005 |
| Copa de Suiza                        | FC Basel   | Suiza | 2007 |
| Superliga de Suiza                   | FC Basel   | Suiza | 2008 |
| Copa de Suiza                        | FC Basel   | Suiza | 2008 |

### Copas internacionales
| Título                  | Club       | País  | Año  |
| ----------------------- | ---------- | ----- | ---- |
| Liga de Campeones Árabe | CS Sfaxien | Túnez | 2000 |
| Liga de Campeones Árabe | CS Sfaxien | Túnez | 2004 |